# Cryptopygus insignis
Cryptopygus insignis är en urinsektsart som beskrevs av Zaher Massoud och Rapoport 1968. Cryptopygus insignis ingår i släktet Cryptopygus och familjen Isotomidae. Inga underarter finns listade i Catalogue of Life.